# Pazifikspiele/Badminton
Badminton gehört bei den Pazifikspielen (früher Südpazifikspiele) zu den Sportarten, die nicht ständig im Programm der Spiele waren. 2003 und 2007 wurden Sieger und Platzierte in fünf Einzelwettbewerben und einem Teamwettbewerb ermittelt. Auch 2011 wurden wieder sechs Goldmedaillen vergeben. 2015 gehörte Badminton nicht zum Programm der Spiele, 2019 wurden jedoch wieder Wettkämpfe ausgetragen.

## Die Sieger
| Saison | Herreneinzel          | Dameneinzel       | Herrendoppel                         | Damendoppel                 | Mixed                             | Team              |
| ------ | --------------------- | ----------------- | ------------------------------------ | --------------------------- | --------------------------------- | ----------------- |
| 2003   | Fabien Kaddour        | Karyn Whiteside   | Thommy Sargito Florent Mathey        | Karyn Whiteside Alyssa Dean | Burty Molia Karyn Whiteside       | Fidschi           |
| 2007   | Marc Antoine Desaymoz | Andra Whiteside   | Marc Antoine Desaymoz Florent Mathey | Johanna Kou Cécile Sarengat | Marc Antoine Desaymoz Johanna Kou | Neukaledonien     |
| 2011   | Marc Antoine Desaymoz | Andra Whiteside   | Fabien Kaddour Arnaud Franzi         | Johanna Kou Cécile Kaddour  | Cécile Kaddour William Jannic     | Neukaledonien     |
| 2015   | nicht ausgetragen     | nicht ausgetragen | nicht ausgetragen                    | nicht ausgetragen           | nicht ausgetragen                 | nicht ausgetragen |
| 2019   | Rémi Rossi            | Dgeniva Matauli   | Rémi Rossi Rauhiri Goguenheim        | Johanna Kou Dgeniva Matauli | Rémi Rossi Coralie Bouttin        | Fidschi           |
| 2023   | ohne Badminton        | ohne Badminton    | ohne Badminton                       | ohne Badminton              | ohne Badminton                    | ohne Badminton    |
| 2027   |                       |                   |                                      |                             |                                   |                   |